# 矢野口文雄
矢野口 文雄（やのぐち ふみお、1917年9月29日 - 1985年1月15日）は日本映画の録音技師。長野県出身。

## 経歴
1936年に写真化学研究所に入社。デビュー以来黒澤明監督の常連録音技師として数多くの作品に参加する。1946年に紛争に伴い新東宝に移籍。1952年に東宝撮影所に復帰する。
1985年1月15日午後0時44分に急性腎不全のため、国立東京第二病院で死去（享年67歳）。

## 代表作
- 1949年10月17日 - 野良犬
- 1951年10月5日 - 高原の駅よさようなら
- 1952年10月9日 - 生きる
- 1954年4月26日 - 七人の侍
- 1955年11月22日 - 生きものの記録
- 1957年1月15日 - 蜘蛛巣城
- 1957年9月17日 - どん底
- 1958年12月28日 - 隠し砦の三悪人
- 1959年3月15日 - 続・社長太平記
- 1959年9月20日 - サラリーマン十戒
- 1960年2月14日 - サラリーマン御意見帖 男の一大事
- 1960年9月15日 - 悪い奴ほどよく眠る
- 1961年4月25日 - 社長道中記
- 1961年5月30日 - 続・社長道中記 女親分対決の巻
- 1961年7月8日 - 大学の若大将
- 1961年10月8日 - 世界大戦争
- 1962年1月3日 - サラリーマン清水港
- 1962年3月7日 - 続サラリーマン清水港
- 1963年3月1日 - 天国と地獄
- 1963年8月11日 - マタンゴ
- 1964年1月3日 - 社長紳士録
- 1964年2月29日 - 続・社長紳士録
- 1964年4月29日 - モスラ対ゴジラ
- 1964年8月11日 - 宇宙大怪獣ドゴラ
- 1964年12月20日 - 三大怪獣 地球最大の決戦
- 1965年10月23日 - 国際秘密警察 鍵の鍵
- 1965年12月5日 - 100発100中
- 1966年7月13日 - ゼロ・ファイター 大空戦
- 1967年1月1日 - 社長千一夜
- 1967年4月15日 - 落語野郎 大泥棒
- 1967年6月3日 - 続・社長千一夜
- 1968年6月8日 - 首
- 1968年8月14日 - 空想天国
- 1969年1月15日 - 社長えんま帖
- 1969年4月12日 - 二人の恋人
- 1969年5月17日 - 続・社長えんま帖
- 1969年9月10日 - 弾痕
- 1970年1月15日 - 社長学ABC
- 1970年2月28日 - 続・社長学ABC
- 1970年5月23日 - 野獣都市
- 1970年10月31日 - どですかでん
- 1972年3月12日 - 地球攻撃命令 ゴジラ対ガイガン
- 1972年9月23日 - 初めての愛

## 受賞歴
- 1952年 - 毎日映画コンクール録音賞
- 1961年 - 第15回 日本映画技術賞録音賞
- 1963年 - 第17回 日本映画技術賞録音賞
- 1985年 - 第39回 日本映画技術賞録音賞